# Beira Alta
Beira Alta var en provins i centrala Portugal mellan 1936 och 1976.
Beira Alta gränsade i norr till Trás-os-Montes e Alto Douro, i väst till Douro Litoral och Beira Litoral, i söder till Beira Baixa, och i öst till Spanien.
Provinsen omfattade ungefär dagens Distrito da Guarda och Distrito de Viseu, samt två kommuner i Distrito de Coimbra.
Idag ingår en del av Beira Alta i Região do Norte och en annan del i Região do Centro.

## Viktigaste städer
- Guarda
- Viseu
- Seia
- Mangualde
- Tondela